# Carson McCullers
Œuvres principales
- Le cœur est un chasseur solitaire (roman, 1940)
- Reflets dans un œil d'or (roman, 1941)

Carson McCullers, née Lula Carson Smith le 19 février 1917 à Columbus en Géorgie et morte le 29 septembre 1967 à Nyack dans l'État de New York, est une romancière américaine. 
Romancière et nouvelliste de premier plan, elle est la fille aînée de Marguerite Waters Smith et Lamar Smith.

## Biographie
Elle abandonne une partie de son nom en 1930 pour se faire appeler Carson. Elle écrit sa première nouvelle, Sucker, à l'âge de 16 ans. Après des études à l'université Columbia puis à l'université de New York, elle publie en 1936 une nouvelle intitulée Wunderkind et commence à travailler sur son premier roman, Le Muet.
En 1937, elle épouse Reeves McCullers et s'installe à Charlotte, en Caroline du Nord, où elle achève Le Muet, publié sous le titre Le cœur est un chasseur solitaire en 1940. Elle a alors 23 ans. 
L'année suivante, en 1941, paraît un deuxième roman, Reflets dans un œil d'or, qu'elle dédie à Annemarie Schwarzenbach, dont elle est tombée follement amoureuse. En 1946, elle publie son troisième roman, Frankie Addams (The Member of the Wedding), rencontre Tennessee Williams et part voyager en Europe avec son mari. À la suite de problèmes de santé, elle tente de se suicider en 1947 et est hospitalisée à New York. En 1952, elle s'installe en France avec son mari, dans l'Oise, à Bachivillers. L'année suivante, après le suicide de son mari, elle rentre aux États-Unis. Son quatrième et dernier roman, L'Horloge sans aiguilles, est publié en 1961. 
Elle meurt le 29 septembre 1967 à 9 h 30 du matin à l'hôpital de Nyack, après quarante-cinq jours de coma, des suites d'une hémorragie cérébrale.
Elle est inhumée au Oak Hill Cemetery à Nyack - New York.

## Œuvre

### Romans
- The Heart Is a Lonely Hunter (1940) Publié en français sous le titre Le cœur est un chasseur solitaire, traduit par Marie-Madeleine Fayet, Paris, Stock, « Le Cabinet cosmopolite » no 92, 1947 Publié en français dans une nouvelle traduction sous le titre Le cœur est un chasseur solitaire, traduit par Frédérique Nathan, Paris, Stock, « Nouveau Cabinet cosmopolite », 1993
- Reflections in a Golden Eye (1941) Publié en français sous le titre Reflets dans un œil d'or, traduit par Charles Cestre, Paris, Stock, 1946 Publié en français dans une nouvelle traduction sous le titre Reflets dans un œil d'or, traduit par Pierre Nordon, Stock, « La Cosmopolite », 1993
- The Member of the Wedding (1946) Publié en français sous le titre Frankie Addams, traduit par Marie-Madeleine Fayet, Paris, Stock, 1949 Publié en français dans une nouvelle traduction sous le titre Frankie Addams, traduit par Jacques Tournier, Paris, Stock, 1974
- Clock Without Hands (1961) Publié en français sous le titre L'Horloge sans aiguilles, traduit par Colette M. Huet, Paris, Stock, 1962

### Recueil de nouvelles
- The Ballad of the Sad Cafe (1951) Publication de la seule nouvelle en français sous le titre La Ballade du café triste, traduit par G. M. Tracy, Paris, Le Portulan, 1946 Publication du recueil intégral en français sous le titre La Ballade du café triste, traduit par Jacques Tournier, Paris, Stock, 1974
- The Mortgaged Heart (1972), publication posthume Publié en français sous le titre Le Cœur hypothéqué, traduit par Jacques Tournier et R. Fouques Duparc, Paris, Stock, 1977

### Théâtre
- The Member of the Wedding (1949), adaptation du roman éponyme pour la scène par Carson McCullers
- The Square Root a Wonderful (1958)

### Poésie
- Sweet as a Pickle and Clean as a Pig (1964)

### Autobiographie
- Illumination and Night Glare (1999), ouvrage posthume inachevé Publié en français sous le titre Illuminations et nuits blanches, traduit par Jacques Tournier, Paris, 10/18, 2001

## Adaptations cinématographiques
- 1952 : The Member of the Wedding, film américain de Fred Zinnemann, avec Julie Harris (adaptation de Frankie Addams).
- 1967 : Reflets dans un œil d'or (Reflections in a Golden Eye), film américain de John Huston, avec Elizabeth Taylor, Marlon Brando et Julie Harris.
- 1968 : Le cœur est un chasseur solitaire (The Heart Is a Lonely Hunter), film américain de Robert Ellis Miller, avec Alan Arkin, Sondra Locke et Stacy Keach
- 1981 : Une pierre, un arbre, un nuage, court métrage français de Christine Van de Putte, avec Rufus et Dominique Pinon (adaptation de la nouvelle homonyme).
- 1985 : L'Effrontée, film français de Claude Miller, avec Charlotte Gainsbourg, Bernadette Lafont et Jean-Claude Brialy (adaptation de Frankie Addams).
- 1991 : The Ballad of the Sad Café, film américain de Simon Callow, avec Vanessa Redgrave et Keith Carradine.